# 全懌
全懌（？—？），吳郡錢塘（今浙江省杭州市）人，全琮與孫魯班之子。東吳將軍、曹魏臨湘侯。

## 生平
赤烏十二年（公元249年），全琮逝世，全懌襲其爵。

### 壽春之戰
太平二年（公元257年）五月，諸葛誕以壽春叛魏，司馬昭領兵討伐，諸葛誕派兒子諸葛靚和長史吳綱及牙門諸將向東吳求救，東吳於是派唐咨、全懌、全端和王祚等人率軍三萬秘密與文欽接應諸葛誕。六月，文欽、全懌等人從城東北憑藉險要的山勢，率領軍隊突入城中。全懌兄長的兒子全輝、全儀留在建業，與家中人爭吵，於是攜母和家丁數十人過江歸附司馬昭。鍾會設計秘密作書，派遣全儀、全輝的家人向全懌報信，說東吳的人因為全懌等不能擊敗包圍壽春的敵兵而暴怒，想藉此殺盡他的家人，所以歸順曹魏。全懌等聞訊，內心恐懼不安，十二月，全懌等人率領將兵數千人投降司馬昭，城中的人十分震恐，不知怎麼辦才好。詔令任命全懌為平東將軍，被封臨湘侯，全端等人的封職拜官各有所差。

## 家庭

### 父
- 全琮，東吳右大司馬、左軍師。

### 母
- 孫魯班，孫權長女，生母步練師。

### 兄弟
- 全緒，東吳揚武將軍。孫亮即位後，遷鎮北將軍。
- 全寄，因黨附魯王孫霸於赤烏十三年（公元250年）被處死。
- 全吳，東吳都鄉侯。